# Adenoneura
Adenoneura is een geslacht van vlinders van de familie bladrollers (Tortricidae), uit de onderfamilie Olethreutinae.

## Soorten
- A. conspicua (Walsingham, 1907)
- A. falsifalcellum Walsingham, 1907
- A. gypsograpta Meyrick, 1932
- A. latifemoris Walsingham, 1907
- A. montanum Walsingham, 1907
- A. parapteryx Meyrick, 1932
- A. plicatum Walsingham, 1907
- A. rufipennis (Butler, 1881)
- A. storeella (Walsingham, 1907)